# GWR 4900

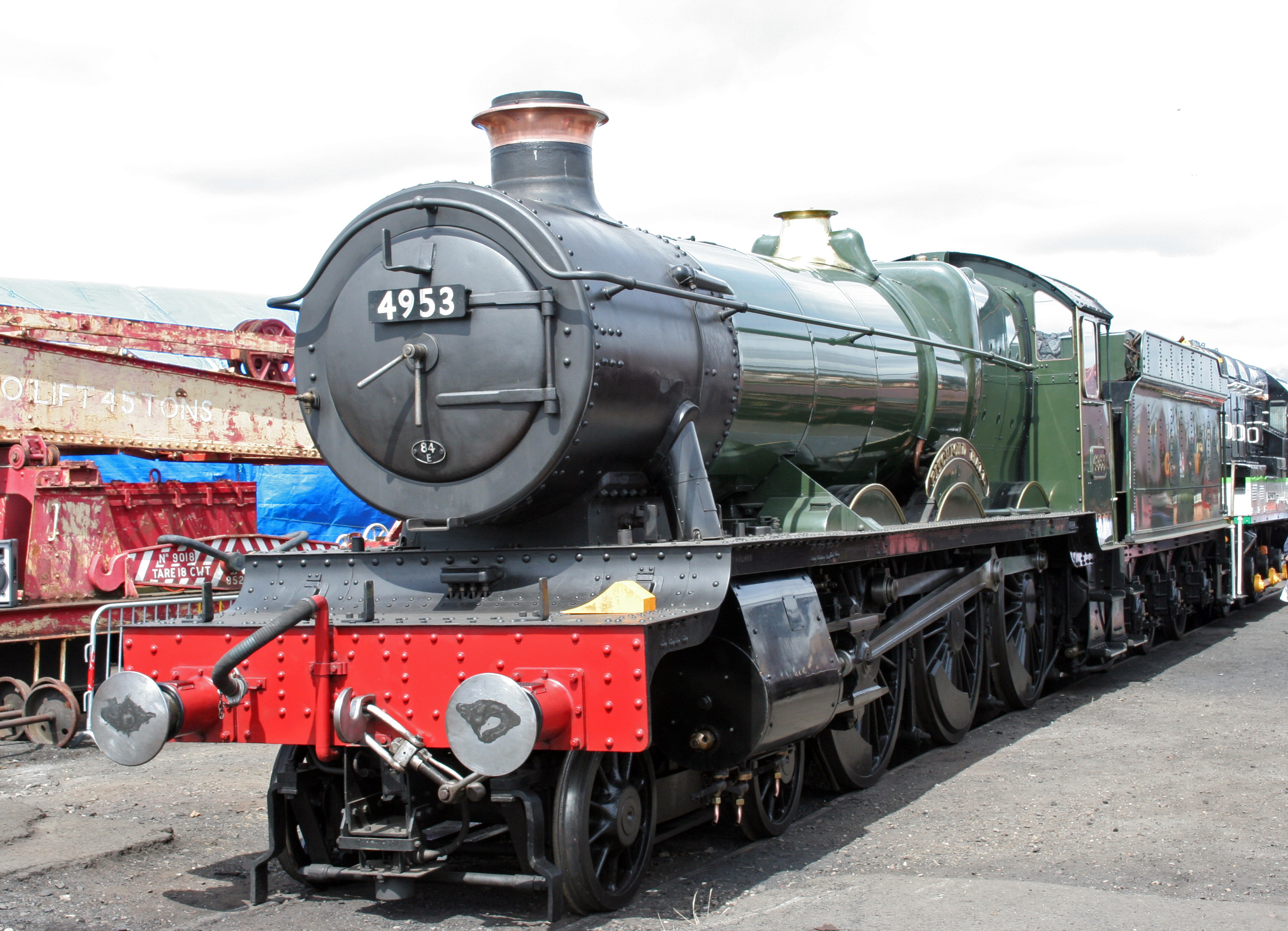
A GWR 4953 Pitchford Hall a birminghami vasúti múzeumban

A Great Western Railway (GWR) 4900 típusú vagy Hall osztályú, 4-6-0 tengelyelrendezésű, univerzális  gőzmozdonyát  Charles Collett tervezte. Összesen 259 példányt építettek ebből a típusból, 4900-4999, 5900-5999 és 6900-6958 sorozatszámokkal. A későbbi LMS Stanier és az LNER Thompson B1 típusú mozdonyok sok hasonlóságot mutatnak a Hall osztályúakkal. Az államosítás után, 1948-ban, a Brit Vasutak az 5MT teljesítményosztályba sorolta.

## Története
1923 végére a GWR elegendő expresszvonati mozdonnyal rendelkezett, de a GWR 4300 univerzális gőzmozdonyai már nehezen birkóztak meg a növekvő terheléssel. George Jackson Churchward a 2-8-0 tengelyelrendezésű, 1.727m hajtókerék átmérőjű GWR 4700 típust az expresszáru-szállításhoz és a mentesítő személyvonatok vontatásához tervezte. Collett azonban a Saint osztály kisebb hajtókerék-átmérőjű, módosított változatát preferálta, forgóvázba helyezett futókerekekkel, ezért építette a 2925 pályaszámú Saint Martin mozdonyt 1,829 m átmérőjű hajtókerekekkel.

### A prototípus
A prototípust 1924-ben átépítették, a gőzhengereket áthelyezték és korszerű mozdonysátorral látták el. A Saint Martin Swindonból 1924-ben indult a hároméves próbaüzemre. Ezen időszak alatt Collett több változtatást eszközölt például a kazánon és a gőzcsöveken.

### Sorozatgyártás
Collett elégedett volt az 1925 és 1927 közötti próbaüzem során a prototípus képességeivel és további nyolcvan példányt rendelt a Swindon művektől 1928-ban. 1928 decemberében a prototípust átszámozták, az új pályaszáma 4900 lett. Az 1930-ig elkészülő új mozdonyok a 4901-80 pályaszámokat kapták. Nevüket angol és welszi kastélyokról kapták, amelyek nevében 'Hall' szerepelt, ezért a típus 'Hall osztály'-ként vált ismertté.
A sorozatgyártású mozdonyok a prototípushoz képest kisebb eltérésekkel épültek, a futókerekek átmérőjét 914 mm-re csökkentették és nagyobb (191 mm) oldalirányú elmozdulási lehetőséget kaptak. A mozdony tömege is megnövekedett 2,5 tonnával, így a vonóerő (121,33 kN) nagyobb lett a 'Saint' osztályénál (110,92 kN). Az eredeti mozdonyokat Churchwall szerkocsikkal építették (16m³), de a 4958-as pályaszámtól kezdve általában Collett nagyobb, 18m³-es típusait használták, bár néhány példány ez után is az éppen rendelkezésre álló kisebb szerkocsival állt szolgálatba.
Az első megrendelést továbbiak követték az 1930-as években és az 1940-es évek elején. 1935-ben már 150 példány állt szolgálatban és a 259., utolsó Hall, a 6958 Oxburgh Hall 1943-ban készült. A típus utódja a '6959 Módosított Hall' osztály, amelyből további 71 mozdony épült.

## Megőrzött példányok
A sorozat forgalomból kivonása a prototípus Saint Martin-nal kezdődött 1959-ben. A mozdony futásteljesítménye elérte a figyelemre méltó 2 092 500 mérföldet. A sorozat további példányait az 1960-as években vonták ki a forgalomból, 1965-re a típus eltűnt a forgalomból.
A sorozatból 11 példány maradt fenn, hét működőképes, közülük 6 használható nyílt vonalon: 4930 Hagley Hall, 4936 Kinlet Hall, 4953 Pitchford Hall, 4965 Rood Ashton Hall, 5900 Hinderton Hall és 5972 Olton Hall. Az 5972 Olton Hall a Harry Potter filmekben a Roxfort Expressz mozdonyaként vált híressé.

## Fordítás
- Ez a szócikk részben vagy egészben  a   GWR 4900 Class című angol Wikipédia-szócikk ezen változatának fordításán alapul.  Az eredeti cikk szerkesztőit annak laptörténete sorolja fel. Ez a jelzés csupán a megfogalmazás eredetét és a szerzői jogokat jelzi, nem szolgál a cikkben szereplő információk forrásmegjelöléseként.